# François-Jacques Germignac
François-Jacques Germignac, né à une date inconnue et mort le 18 décembre 1792 à Paris, est un homme politique français.

## Biographie
Germignac exerce avant la Révolution française la profession de médecin à Beyssenac. En 1789, il se rallie au mouvement patriote et parvient aux fonctions de procureur-syndic du département de la Corrèze. À ce titre, il prononce un discours au moment de l'intronisation du nouvel évêque constitutionnel Jean Joseph Brival.
Le 31 août 1791, il est élu député de la Corrèze à l'Assemblée nationale législative. Il y siège avec la masse des députés centristes et ne prend jamais la parole au cours de son année de mandat. Il est membre du Comité de secours publics et rédige un rapport sur les indemnités à accorder aux incendiés de plusieurs départements.
Germignac est réélu à la Convention nationale le 4 septembre 1792, à la pluralité des voix, le troisième sur sept. Là encore, il se réfugie sur les bancs du Marais. Il n'a de toutes façons guère le temps de siéger puisqu'il meurt de maladie à la fin de 1792.